# Lista de membros correspondentes da Academia Brasileira de Ciências empossados em 2010
Esta lista contém os nomes dos membros correspondentes da Academia Brasileira de Ciências empossados em 2010. 
| Imagem | Nome                               | Datas de nascimento e falecimento | Local de nascimento  | Área de especialização | Alma mater                        | Data de posse      | Conhecido por                                                                                       | Referências |
| ------ | ---------------------------------- | --------------------------------- | -------------------- | ---------------------- | --------------------------------- | ------------------ | --------------------------------------------------------------------------------------------------- | ----------- |
|        | Franklin Alan Sher                 | 04 de dezembro de 1945            | EUA                  | Ciências Biomédicas    |                                   | 04 de maio de 2010 | | [ 2 ]       |
|        | Herbert Bernard Tanowitz           | 06 de setembro de 1941            | EUA                  | Ciências Biomédicas    |                                   | 04 de maio de 2010 | | [ 3 ]       |
|        | Hervé Michel Chneiweiss            | 14 de agosto de 1957              | França               | Ciências Biomédicas    |                                   | 04 de maio de 2010 | Trabalhou com Vivaldo Moura Neto.                                                                   | [ 4 ]       |
|        | José Abrunheiro da Silva Cavaleiro | 26 de janeiro de 1943             | Portugal             | Ciências Químicas      | Universidade de Coimbra, Portugal | 04 de maio de 2010 | | [ 5 ]       |
|        | José Nelson Onuchic                | 17 de janeiro de 1958             | Brasil               | Ciências Biomédicas    | USP                               | 04 de maio de 2010 | Foi orientado por John Hopfield. Membro da Academia Nacional de Ciências dos Estados Unidos (2006). | [ 6 ]       |
|        | Serge Haroche                      | 11 de setembro de 1944            | Casablanca, Marrocos | Ciências Físicas       | ENS Paris, França                 | 04 de maio de 2010 | Recebeu o Nobel de Física (2012) com David Wineland. Trabalhou com Luiz Davidovich.                 | [ 7 ]       |